# Bulgarische Badmintonmeisterschaft 2010
Die Bulgarische Badmintonmeisterschaft 2010 fand im November 2010 in Sofia statt.

## Finalergebnisse
| Disziplin    | Sieger                           | Finalist                           | Ergebnis            |
| ------------ | -------------------------------- | ---------------------------------- | ------------------- |
| Herreneinzel | Stilijan Makarski                | Peyo Boichinov                     | 18:21, 21:17, 21:18 |
| Dameneinzel  | Petya Nedelcheva                 | Diana Dimova                       | 21:9, 21:9          |
| Herrendoppel | Stilijan Makarski Peyo Boichinov | Vladimir Metodiev Blagovest Kisyov | 21:17, 21:18        |
| Damendoppel  | Petya Nedelcheva Diana Dimova    | Gabriela Stoeva Stefani Stoeva     | 21:5, 21:12         |
| Mixed        | Stilijan Makarski Diana Dimova   | Blagovest Kisyov Atanaska Spasova  | 21:15, 19:21, 21:10 |